# The Cry of Reason
Pour plus de détails, voir Fiche technique et Distribution.
The Cry of Reason: Beyers Naudé - An Afrikaner Speaks Out est un film américain réalisé par Robert Bilheimer, sorti en 1988.

## Synopsis
Le pasteur et militant Beyers Naudé s'exprime contre l'apartheid.

## Fiche technique
- Titre : The Cry of Reason
- Réalisation : Robert Bilheimer
- Musique : Abdullah Ibrahim
- Photographie : Ronald Mix
- Montage : Tom McMurtry et William Tadler
- Production : Robert Bilheimer et Ronald Mix
- Pays :  États-Unis
- Genre : Documentaire
- Durée : 58 minutes
- Dates de sortie : 
  - Canada : 11 septembre 1988 (Festival international du film de Toronto)

## Distinctions
Le film a été nommé à l'Oscar du meilleur film documentaire.